# Synallaxis chinchipensis
El pijuí de Chinchipe (Synallaxis chinchipensis),  es una especie de ave paseriforme de la familia Furnariidae perteneciente al numeroso género Synallaxis. Hasta recientemente (2020) era considerada por algunos autores como una subespecie de Synallaxis stictothorax. Es endémica del noroeste de Perú.

## Distribución y hábitat
Se distribuye en una pequeña región del noroeste de Perú, en las cuencas de los medios ríos Marañón y Chinchipe en el departamento de Cajamarca.
Esta especie es considerada bastante común en su hábitat natural: el interior y los bordes de bosques caducifolios hasta los 700 m de altitud.

## Sistemática

### Descripción original
La especie S. chinchipensis fue descrita por primera vez por el ornitólogo estadounidense Frank Michler Chapman en 1925 bajo el nombre científico de subespecie Synallaxis stictothorax chinchipensis; su localidad tipo es: «Perico, Río Chinchipe, Perú».

### Etimología
El nombre genérico femenino «Synallaxis» puede derivar del griego «συναλλαξις sunallaxis, συναλλαξεως sunallaxeōs»: intercambio; tal vez porque el creador del género, Vieillot, pensó que dos ejemplares de características semejantes del género podrían ser macho y hembra de la misma especie, o entonces, en alusión a las características diferentes que garantizan la separación genérica; una acepción diferente sería que deriva del nombre griego «Synalasis», una de las ninfas griegas Ionides. El nombre de la especie «chinchipensis», se refiere a la localidad tipo, el río Chinchipe, en Perú.

### Taxonomía
La presente especie ya era considerada como especie separada del pijuí collarejo Synallaxis stictothorax por algunos autores como Ridgely & Greenfield (2001) y Ridgely & Tudor (2009); y clasificaciones como Aves del Mundo (HBW) y Birdlife International (BLI) con base en la morfología y en la vocalización; sin embargo, la Propuesta N° 37 al Comité de Clasificación de Sudamérica (SACC) que propuso la elevación al rango de especie, fue rechazada por insuficiencia de datos publicados. Finalmente nuevos datos filogénicos confirmaron que nos son especies hermanas y la separación fue aprobada en la Propuesta N° 882 al SACC.
Las diferencias morfológicas apuntadas por HBW para considerarla separada de S. stictothorax –y también con una especie todavía no descrita de Synallaxis de la costa del sur de Perú–, son su pico y cola mucho más largos; estrías más parecidas con motas en el pecho y los flancos, pero mucho más reducidas en el pecho; la mancha malar color beige oxidado y no blanca; los bajos flancos pardo rufos y no beige tostados, y este color pardo rufo mucho menos prominente, resultando en las partes bajas más blanquecinas. El canto tiene un pasaje central que consiste en una única nota larga y no dos o tres y con una larga pausa antes. Es monotípica.